# Vicente Ballester Marco
Vicente Ballester Marco (Valencia, 1887 - Valencia, 19 de mayo de 1980) fue un diseñador gráfico, ilustrador y cartelista español, hermano del también artista anarquista Arturo Ballester, a cuya trayectoria vital, artística y política estuvo unido.

## Biografía
Aprendió el oficio en el taller de su tío, como su hermano, continuando luego estudios en la escuela de Artes y Oficios de Valencia y en la de Bellas Artes, fue compañero de Renau, en el círculo de artistas gráficos que incluye a Vicente Canet, Rafael Pérez Contel, José Bauset, los hermanos Manuela y Antonio Ballester, Francisco Carreño, Rafael Raga, Manuel Monleón y Francisco Badía o Luis Dubón.
Participó en varios concursos regionales, así como en las bienales de Barcelona y Valencia de 1936; en julio de ese año se afilió al Sindicato Único de Profesiones Liberales de la CNT (SUPL) y durante la guerra civil española sirvió en los servicios de propaganda de la Segunda República Española, trabajando en el taller de Artes Gráficas de la Alianza de Intelectuales Antifascistas de su ciudad. Aunque, como era costumbre firmaba sus trabajos con el sello “Cartelistas de la CNT-AIT”, también lo hacía como «V. Ballester Marco» para diferenciarse de su hermano.
Tras la derrota republicana compartió con su hermano el "exilio interior" forzoso de la represión franquista, sobreviviendo como dibujante de tarjetas postales y dando clases de pintura. Ya en 1980, y pocos meses después de haber recibido un homenaje por su obra, falleció a los 92 años de edad y fue enterrado en su ciudad natal, un año antes que su hermano Arturo.
Claramente abierto a una influencia modernista y post-cubista, sus carteles presentan una homogeneidad de estilo más fácil de reconocer que en su hermano Arturo. Como la de muchos otros artistas valencianos, su obra fue recogida en 2000 en la exposición que el Impiva y el Ministerio de Economía titularon Signos del siglo. 100 años de diseño gráfico en España, como homenaje a «la aportación de los diseñadores españoles a la calidad de vida, al éxito de muchos productos y empresas, a la diversidad y a la creatividad».